# ماجراهای هاکلبری فین (فیلم ۱۹۶۰)
ماجراهای هاکلبری فین (انگلیسی: The Adventures of Huckleberry Finn) یک فیلم درام به کارگردانی مایکل کورتیز است که در سال ۱۹۶۰ منتشر شد.

## بازیگران
- تونی رندل
- نویل برند
- آرچی مور
- پتی مک‌کورمک
- اندی دیواین
- باستر کیتون
- جوزفین هاچینسون
- جان کارادین
- رویال دانو
- هری دین استنتون
- استرلینگ هالووی
- آرچی مور